# Leptophobia micaia
Leptophobia micaia is een vlindersoort uit de familie van de Pieridae (witjes), onderfamilie Pierinae.
Leptophobia micaia werd in 2004 beschreven door Lamas, Pyrcz & Rodríguez.